# Yumbi (Mai-Ndombe)
Yumbi est une localité, chef-lieu de territoire de la province du Mai-Ndombe en république démocratique du Congo.

## Géographie
Située sur la rive gauche du fleuve Congo, elle est desservie par la route RS205 à 343 km à l'ouest du chef-lieu provincial Inongo.

## Histoire
Le nom de Yumbi est une déformation de Yombe qui signifie trouble, désordre.

## Administration
Chef-lieu de territoire de 22 522 électeurs enrôlés pour les élections de 2018, la localité a le statut de commune rurale de moins de 80 000 électeurs, elle aura 7 conseillers municipaux.

## Quartiers
Yumbi est composée des quartiers de Nsenseke, Likolo, Bolu, Bonkongo, Monkonga, Bombenda.

## Éducation
Elle est dotée d'écoles primaires et secondaires : EP Bolingo, Solu, Kenamo, Lycée Ebale Mbonge, des instituts Bulumpenge,Ngili Mambongo, Institut supérieur pédagogique de Yumbi (ISPY), Ekando Bongaba, Institut Tambu.

## Économie
Cette localité regorge d’activités économiques avec notamment le marché international qui se trouve à Bolu et
parfois à Monkonga, avec de nombreux articles en vente comme les denrées alimentaires, les produits de première nécessité ou les produits de beauté.